# Éleuthère de Tournai
Pour les articles homonymes, voir Éleuthère.

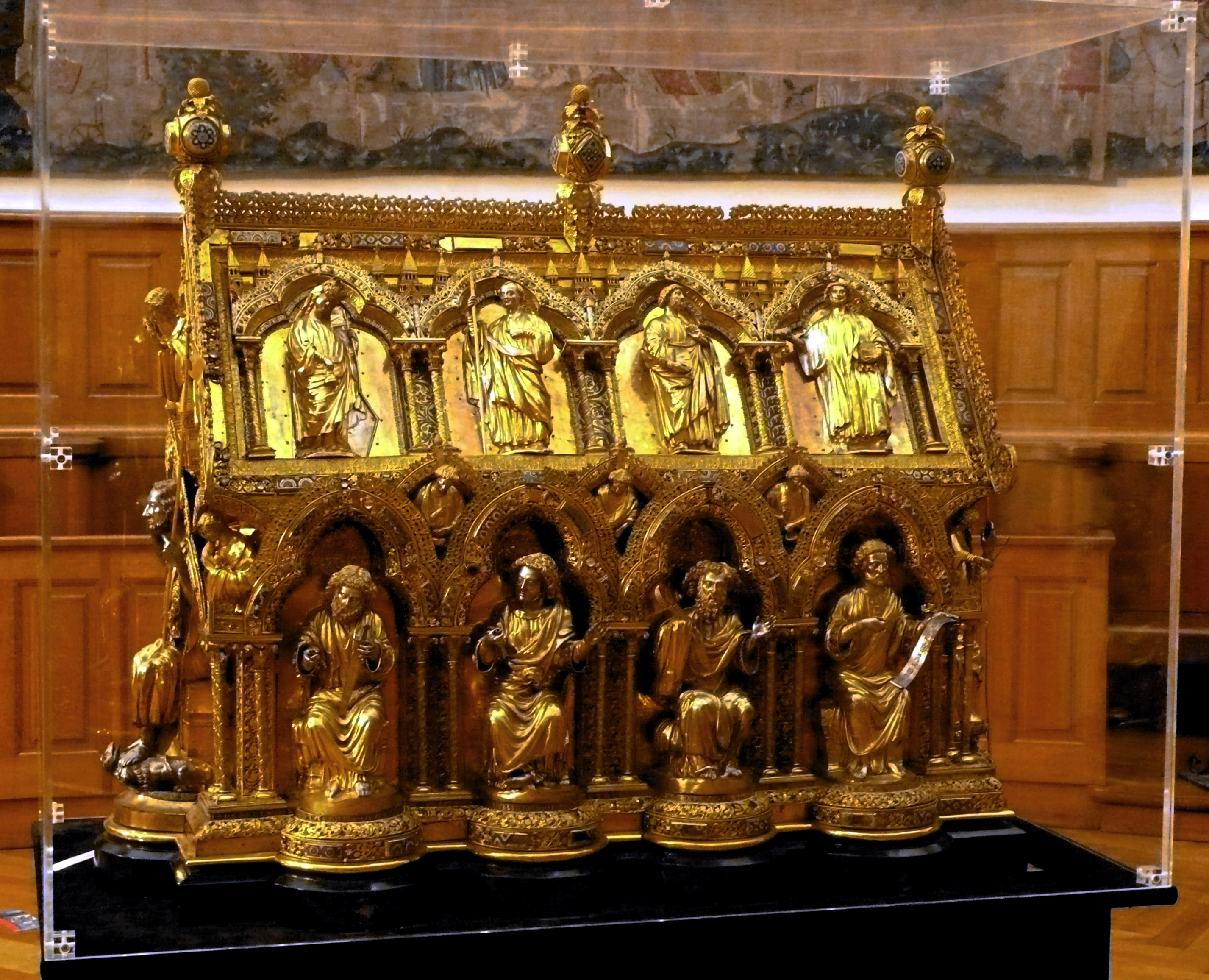
La châsse des reliques de saint Eleuthère, à la cathédrale de Tournai.

Saint Éleuthère, né à Tournai de parents chrétiens aux environs de 456 fut sacré évêque de Tournai à l'âge de trente ans par saint Remi de Reims en 486. Comme le suggère l’oraison de sa fête, il devait être à la fois chef religieux et défenseur de la cité. Il dut d'abord affronter une très forte hostilité de la part d'une population redevenue paienne dans le désordre des invasions barbares.
Par sa prédication, alliée à sa patience et sa prière Éleuthère arriva à regagner à la vraie foi chrétienne un grand nombre d'ariens. Le lendemain du baptême de Clovis, il baptisa à Tournai un grand nombre de païens.
Mais l'hostilité des ariens restait latente. Un jour, il fut attendu à la sortie de son église et roué de coups. Il mourut quelques jours plus tard, des suites de ses blessures, le 20 février 531.

## Souvenir et vénération
- Liturgiquement l'Église locale commémore saint Éleuthère le 15 septembre, date qui rappelle le retour des reliques cachées par le chapitre cathédral lors de la Révolution française[1].
- Ses reliques sont conservées dans une châsse du trésor de la cathédrale Notre-Dame de Tournai. Il est représenté en habits épiscopaux (statue du XIVe siècle dans la cathédrale de Tournai).

## Source
- Histoire universelle de l'Église catholique - René François Rohrbacher - 1843 - Gallica - p. 141

### Articles liés
- Diocèse de Tournai
- Liste des évêques de Tournai
- Éleuthère (pape)